# Эрискей

Карта острова Эрискей

Э́рискей (англ. Eriskay; гэльск. Èirisgeigh) — остров в составе архипелага Внешние Гебриды, расположенного вблизи западного побережья Шотландии. Площадь составляет 7,03 км². Расположен между островами Саут-Уист и Барра; с Саут-Уист соединён дамбой, строительство которой было завершено в 2001 году. Имеется паромная связь с островом Барра, путь занимает около 40 мин.
Население по данным переписи 2001 года составляет 133 человека.